# Nabarvené ptáče
Nabarvené ptáče («ocell pintat») és una pel·lícula dramàtica de cinema bèl·lic en blanc i negre de 2019 coproduïda internacionalment i escrita, dirigida i produïda per Václav Marhoul com a una adaptació de la novel·la homònima de Jerzy Kosiński publicada el 1965. És la primera pel·lícula que inclou la llengua intereslava, que Marhoul va decidir utilitzar perquè cap nació eslava no s'identifiqués ètnicament amb la història.
Nabarvené ptáče va ser seleccionada per a la secció competitiva del 76è Festival Internacional de Cinema de Venècia i va ser exhibida al Festival Internacional de Cinema de Toronto del 2019. La pel·lícula també es va projectar a la secció Dare del 63è Festival de Cinema de Londres i va ser proposada per a l'Oscar a la millor pel·lícula de parla no anglesa als Premis Oscar de 2019. Les seves escenes brutals van provocar que una part del públic abandonés la sala als festivals de cinema de Venècia, Toronto i Londres. Al 35è Festival Internacional de Cinema de Varsòvia el públic va ovacionar la pel·lícula després de la projecció.

## Argument
En una zona no identificada de l'Europa de l'Est devastada per la guerra, un nen viu amb la seva tia gran. Sobresaltat per la seva mort, el nen incendia accidentalment la casa i se'n va. Les seves aventures posteriors són una sèrie de trobades horribles amb la ignorància, l'explotació i la depravació. Al primer poble al qual arriba, un vell curandero el compra però després se'l culpa de dur mala sort i el llença al riu. A continuació és acollit per un moliner i la seva esposa. Després que el moliner li buidi els ulls a un home més jove enxampat fent mirades amb la seva esposa, el nen fuig. Més endavant coneix a Lekh, un criador d'ocells que el tracta bé. Lekh té relacions sexuals amb una dona salvatge a qui violen brutalment les dones del poble, després d'això Lekh es penja i el nen marxa.
El nen troba un cavall domèstic amb una cama trencada i el porta al poble següent on el veïnat el mata. El cos de cavalleria cosaca obliga els habitants a lliurar-lo als alemanys, identificant-lo com a jueu. El soldat alemany encarregat d'executar-lo l'allibera. Més tard és atrapat pels guàrdies de les SS que el porten a una ciutat però se'l salva de l'execució. Un capellà l'acull i l'allotja a casa d'un home anomenat Garbos que acaba essent un pederasta. El nen provoca la mort espantosa de Garbos, el sacerdot ben intencionat mor i el nen és expulsat de la ciutat.
Aleshores el nen és acollit per Labina. Quan el seu pare ancià mor, ella proposa al nen de practicar sexe, el pega quan no ho aconsegueix i es burla de la seva condició simulant fer sexe amb una cabra. Més tard es venja matant la cabra i llençant el cap a la finestra de Labina abans de fugir.
El nen torna a entrar en contacte amb l'Exèrcit Roig. Un dels oficials soviètics, un franctirador anomenat Mitka, decideix tenir-ne cura temporalment. El nen veu com Mitka mata diversos habitants del lloc com a represàlia per un atac als soldats russos. Quan els russos decampen, envien el nen a un orfenat d'on intenta escapar repetidament. És colpejat per un botiguer local antisemita, a qui mata per venjança. Un home anomenat Nikodem arriba a l'orfenat, saluda amb llàgrimes el nen com si fos el seu fill i el porta a casa. El nen es nega a parlar. Nikodem intenta explicar per què l'han enviat a la seva tia i el nen protesta enfadat. Li pregunta si almenys recorda el seu nom, però el nen no respon. Viatjant amb autobús cap a casa, Nikodem s'adorm. El seu fill nota un número tatuat al braç del seu pare i amb el dit escriu el seu nom, Joska, a la finestra de l'autobús.

## Producció
Václav Marhoul va anunciar la seva intenció d'adaptar la novel·la de Jerzy Kosiński el setembre de 2012 quan va aconseguir els drets de la història. Marhoul va anunciar que la pel·lícula tindria un pressupost d'aproximadament 120 milions de corones txeques a fi de buscar finançament durant els següents dos anys. La pel·lícula va rebre 15 milions de corones del Státní fond kinematografie el 2016.
La pel·lícula va entrar en producció el 2017. Marhoul va decidir rodar la pel·lícula en set fases. La primera fase va finalitzar el 7 de maig de 2017. Els cineastes van estar filmant al poble ucraïnès de Svalovych del 23 de març de 2017 al 12 d'abril de 2017. La segona fase va començar al sud d'Eslovàquia del 5 de juny de 2017 al 5 de juliol de 2017. L'equip de filmació va rodar al voltant del riu Váh, a Mlynská Dolina i a Malý Dunajec.
El rodatge es va traslladar a Lipno Dam i Kvilda al febrer i març del 2018. L'equip tècnic va haver de fer front al mal temps ja que necessitava d'un llac gelat. El rodatge va concloure el juliol de 2018 després de 100 dies de rodatge durant 16 mesos. La pel·lícula va començar llavors la postproducció que va concloure el febrer de 2019.
Per al diàleg dels vilatans, Marhoul va decidir utilitzar l'intereslau en lloc de qualsevol llengua eslava:
| « | No volia que els parlant d'ucraïnès, polonès o rus s'associessin als vilatans de la pel·lícula perquè aquests són gent molt dolenta. | » |

Nabarvené ptáče va ser nominada a 11 premis Lleó txec i en va guanyar 9, inclòs el de millor pel·lícula.